# Orbeopsis gerstneri
Orbeopsis gerstneri là một loài thực vật có hoa trong họ La bố ma. Loài này được (Letty) L.C. Leach mô tả khoa học đầu tiên năm 1978.